# Landtagswahl in Thüringen 2019
- Linke: 29
- SPD: 8
- Grüne: 5
- FDP: 5
- CDU: 21
- AfD: 22

- Regierung: 42
- Opposition: 48

Die Landtagswahl in Thüringen 2019 am 27. Oktober 2019 war die Wahl zum siebten Thüringer Landtag seit der Neugründung des Freistaates Thüringen 1990. Es gab rund 1,73 Mio. Wahlberechtigte, davon 75.000 Erstwähler. Die Wahlbeteiligung lag bei 64,9 %.
Die CDU, bislang stärkste Partei, aber mangels Regierungspartner in der Opposition, musste ein Drittel des Wählerzuspruchs einbüßen und stürzte auf Rang drei ab. Im Gegenzug konnte die AfD Thüringen ihren Stimmenanteil mehr als verdoppeln und dabei die CDU überholen. Die Linke mit Ministerpräsident Ramelow stieg zur stärksten Partei Thüringens auf, die bis dahin regierende rot-rot-grüne Koalition aus Linken, SPD und Bündnis 90/Die Grünen verlor allerdings ihre Mehrheit, vor allem wegen der Verluste der SPD; die Grünen kamen der 5%-Hürde nah, bei der FDP war es äußerst knapp. Eine regierungsfähige Mehrheit der drei Oppositionsparteien war zwar rechnerisch gegeben, parteipolitisch aber nicht opportun, da sich CDU Thüringen und FDP Thüringen vor der Wahl gegen eine Zusammenarbeit mit der AfD ausgesprochen hatten.
Bodo Ramelow scheiterte mehrmals daran, erneut zum Ministerpräsidenten gewählt zu werden. Am 5. Februar 2020 wählte der Landtag im dritten Wahlgang überraschend Thomas Kemmerich (FDP) mit Stimmen von CDU, FDP und AfD zum Ministerpräsidenten, was zur Regierungskrise in Thüringen 2020 führte. Am 8. Februar erklärte Kemmerich schriftlich der Präsidentin des Landtags seinen Rücktritt mit sofortiger Wirkung; er blieb bis zur Wahl Bodo Ramelows (Die Linke) am 4. März geschäftsführender Ministerpräsident. Vorgezogene Neuwahlen wurden für 2021 in Aussicht gestellt, dazu kam es aber nicht; die Landtagswahl in Thüringen 2024 erfolgte turnusgemäß.

## Wahltermin
Nach § 18 des Thüringer Wahlgesetzes für den Landtag (ThürLWG) hatte die Landtagswahl an einem Sonn- oder Feiertag frühestens 57 Monate nach dem Beginn der laufenden Wahlperiode am 14. Oktober 2014 und spätestens in ihrem 61. Monat stattzufinden, also frühestens am 21. Juli 2019 und spätestens am 10. November 2019.
Am 28. August 2018 gab die Thüringer Landesregierung bekannt, dass die Wahl am 27. Oktober 2019 stattfinden soll.

## Ausgangslage

### Wahl 2014
Bei der Landtagswahl 2014 wurde die CDU von Ministerpräsidentin Christine Lieberknecht mit 33,5 % erneut stärkste Kraft im Thüringer Landtag. Die Linke konnte ihr Ergebnis leicht auf 28,2 % steigern. Die SPD verlor 6,1 Prozentpunkte und erzielte mit 12,4 % ihr bislang niedrigstes Ergebnis in Thüringen. Auf nur noch 2,5 % kam die FDP und schied mit einem Verlust von 5,2 Prozentpunkten aus dem Landtag aus. Die Grünen verloren 0,5 Prozentpunkte und kamen auf 5,7 %.
Der AfD gelang auf Anhieb der Einzug in den Thüringer Landtag mit 10,6 %. Während der Legislaturperiode verlor die AfD-Fraktion vier der ursprünglich elf Mandate durch Austritte und Ausschlüsse. Auch die CDU verlor durch Austritt einen Abgeordneten. Ein ehemaliges AfD-Mitglied schloss sich später der SPD-Fraktion an, ein weiteres der Familien-Partei Deutschlands. Eine SPD-Abgeordnete wechselte im Laufe der Legislaturperiode zur CDU. Die NPD verpasste den Einzug in den Thüringer Landtag mit 3,6 %.
Die Linke, SPD und Grüne lösten unter dem neuen Ministerpräsidenten Bodo Ramelow die schwarz-rote Landesregierung ab. Erstmals stellte damit die Partei Die Linke einen Ministerpräsidenten.

### Koalitionsaussagen
Ministerpräsident Bodo Ramelow erklärte, er werde mit der Linkspartei für eine Fortsetzung der rot-rot-grünen Koalition kämpfen. Er strebe keine Minderheitsregierung an, doch wäre eine solche „kein Weltuntergang“.
CDU-Spitzenkandidat Mike Mohring schloss für die CDU Thüringen Koalitionen mit der AfD und der Linkspartei aus. Mohring sprach sich daher für eine Vier-Parteien-Koalition der Christdemokraten mit SPD, Grünen und FDP aus und warnte vor einer möglichen Minderheitsregierung Ramelows. Die SPD sprach sich für die Fortsetzung der rot-rot-grünen Koalition aus. Der FDP-Landesvorsitzende Thomas Kemmerich schloss Koalitionen mit den Linken und der AfD aus.

## Parteien

### Spitzenkandidaten der von 2014 bis 2019 im Landtag vertretenen Parteien

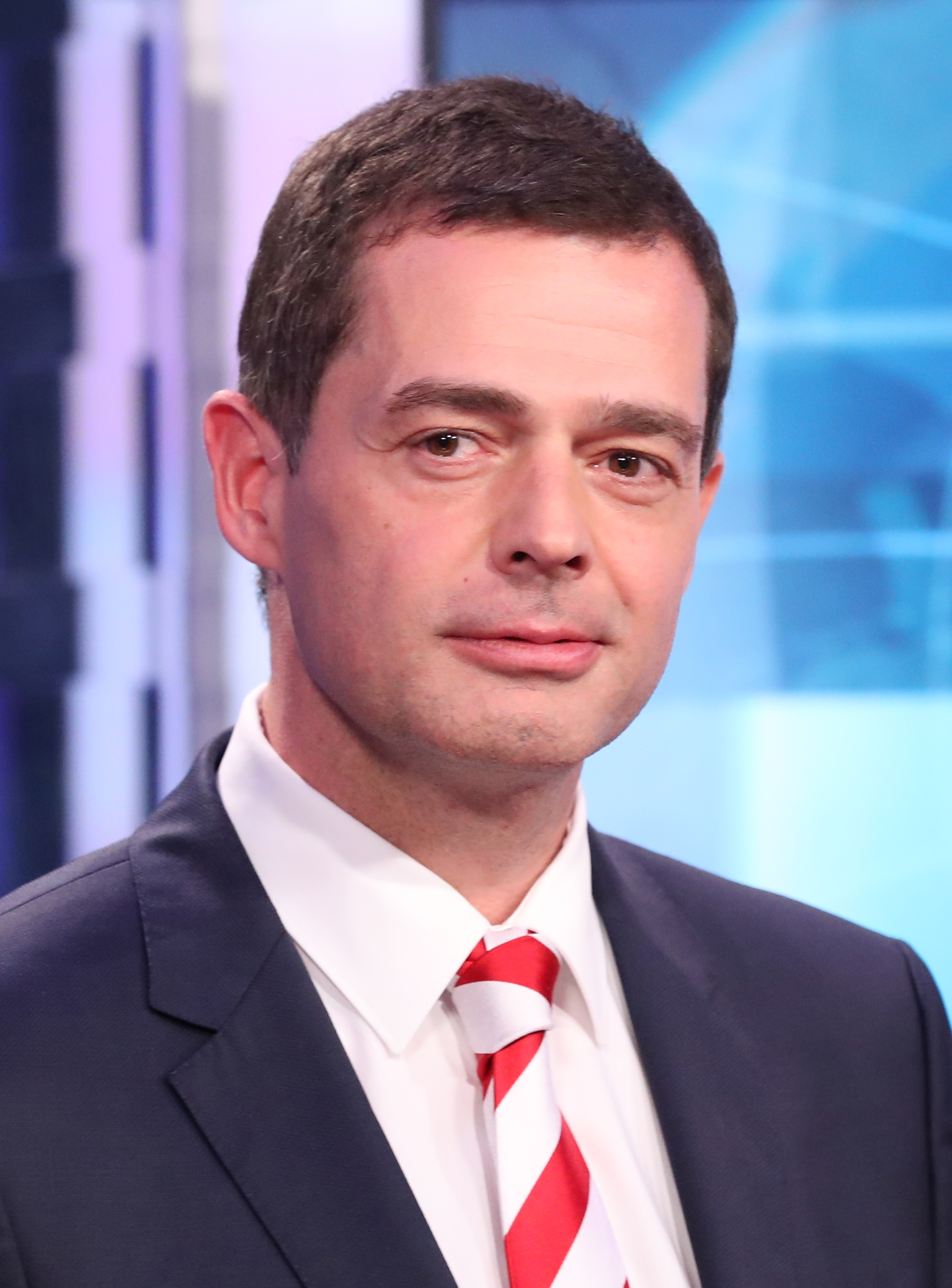
Mike Mohring CDU
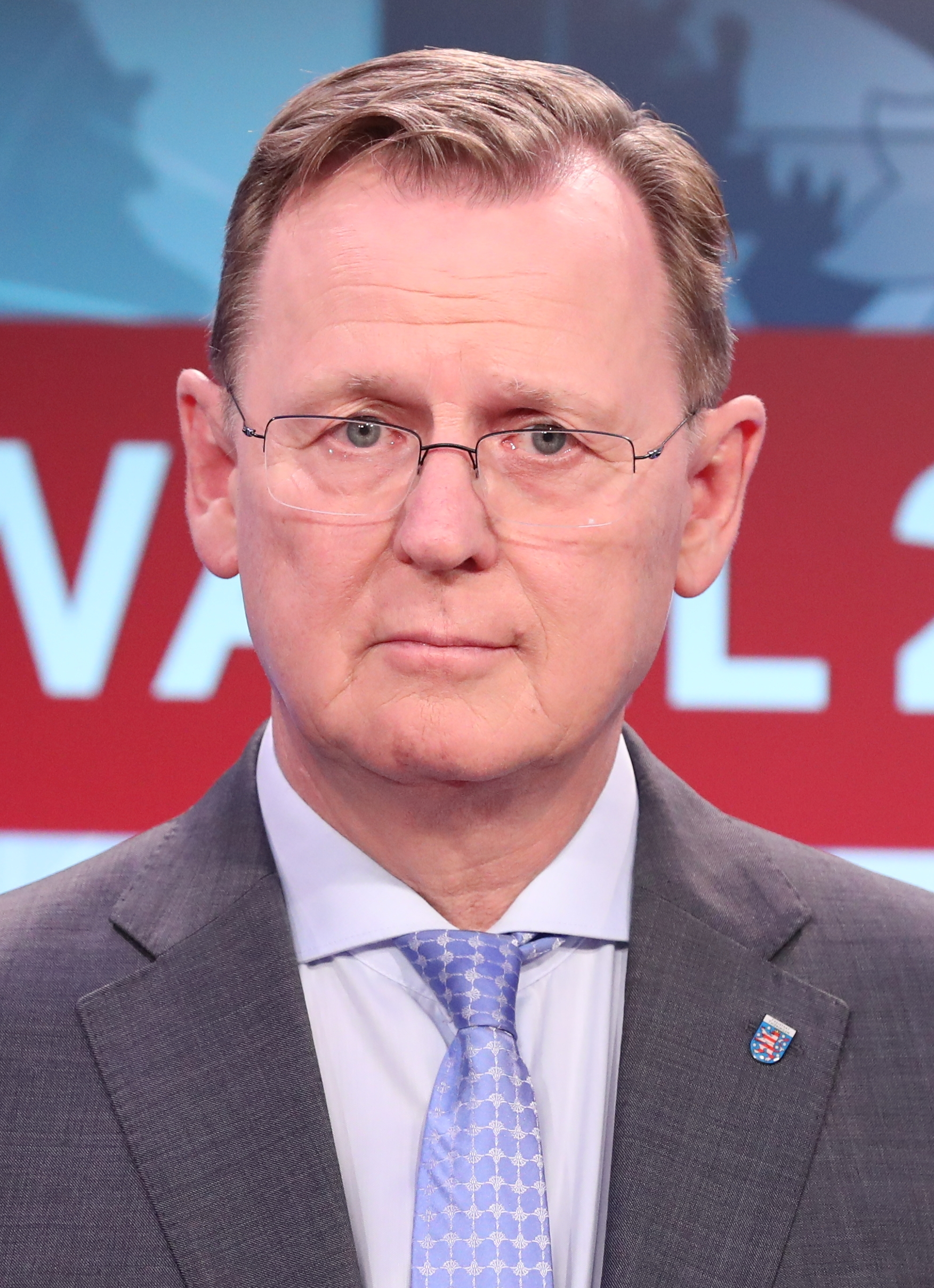
Bodo Ramelow Linke
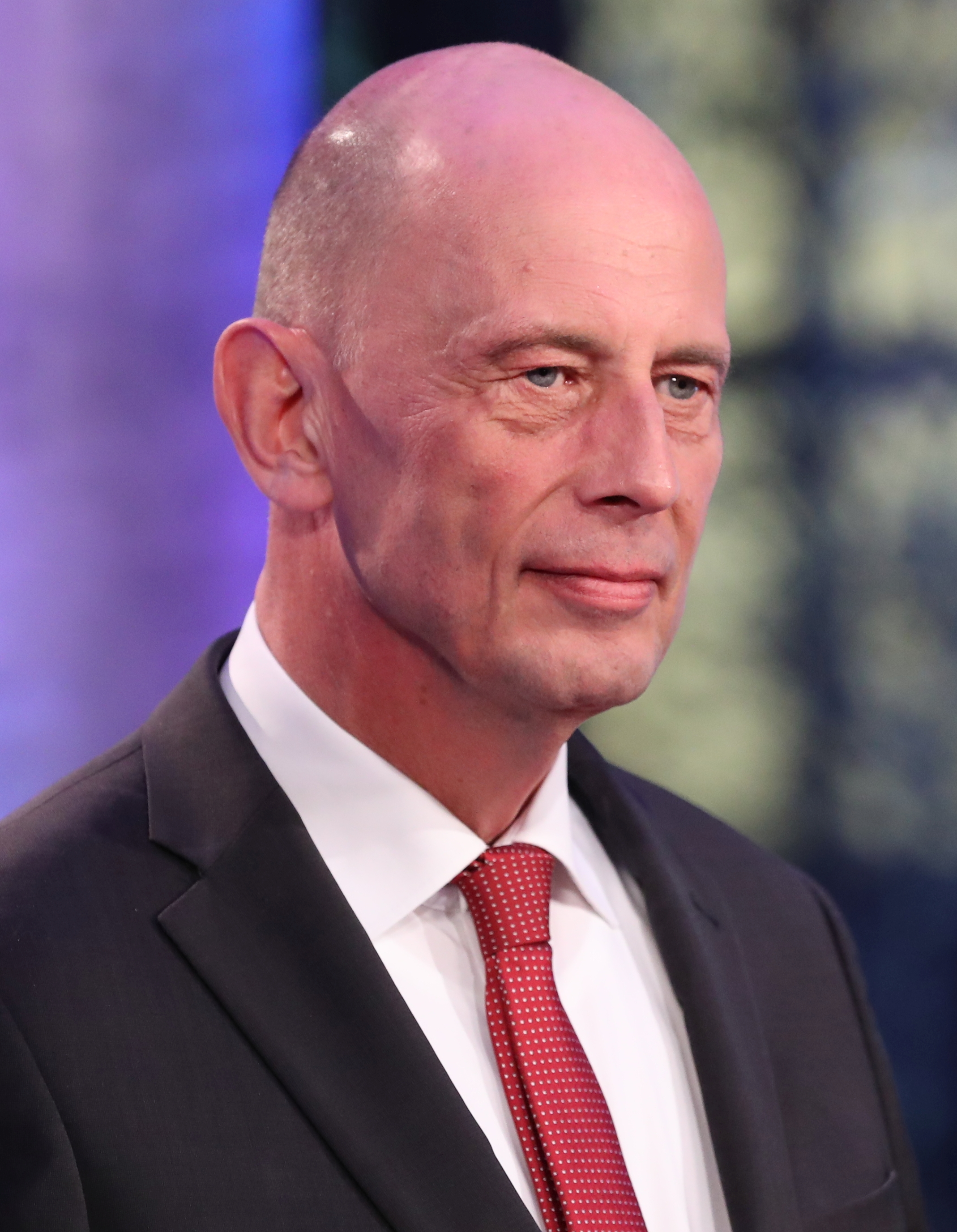
Wolfgang Tiefensee SPD
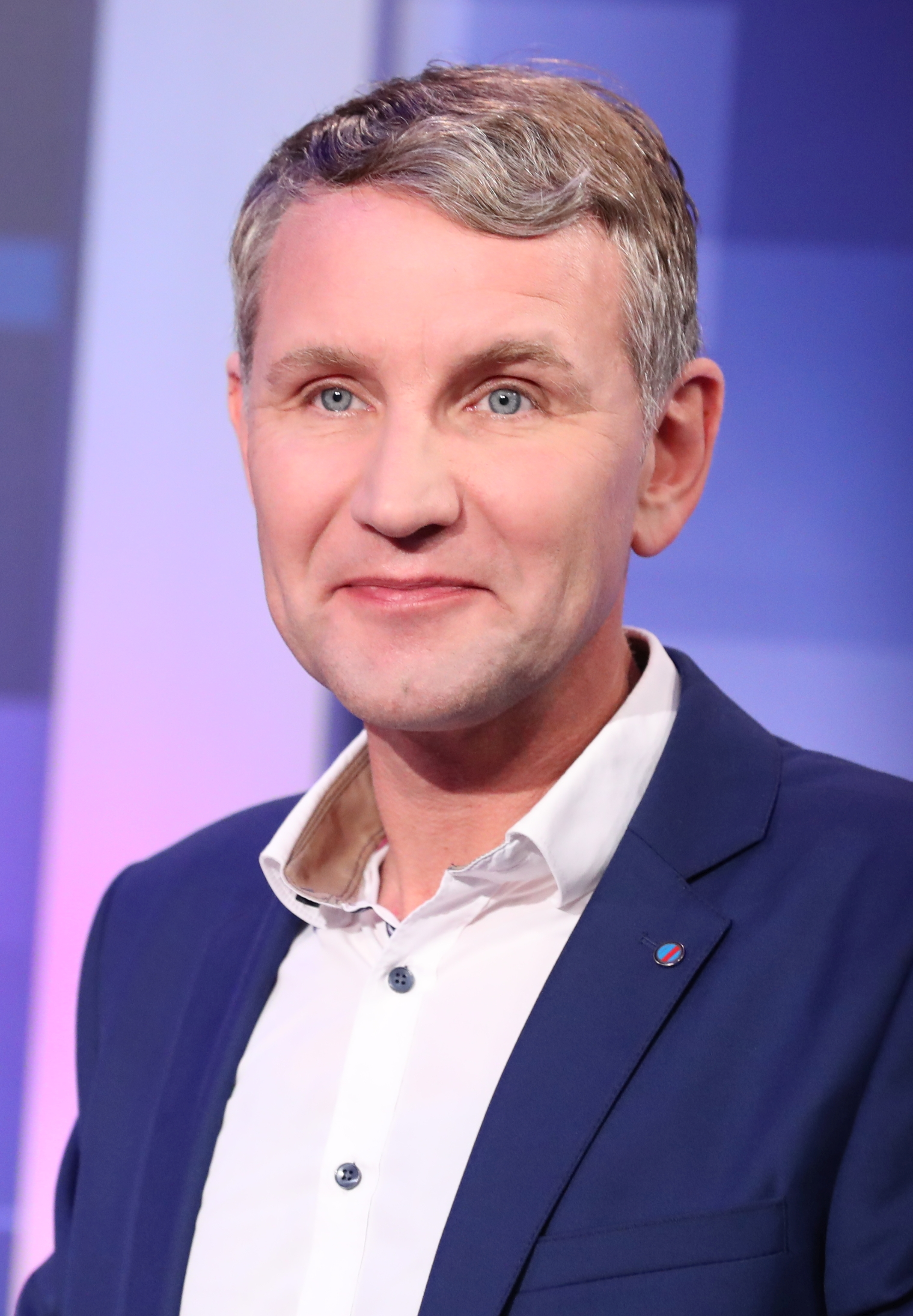
Björn Höcke AfD
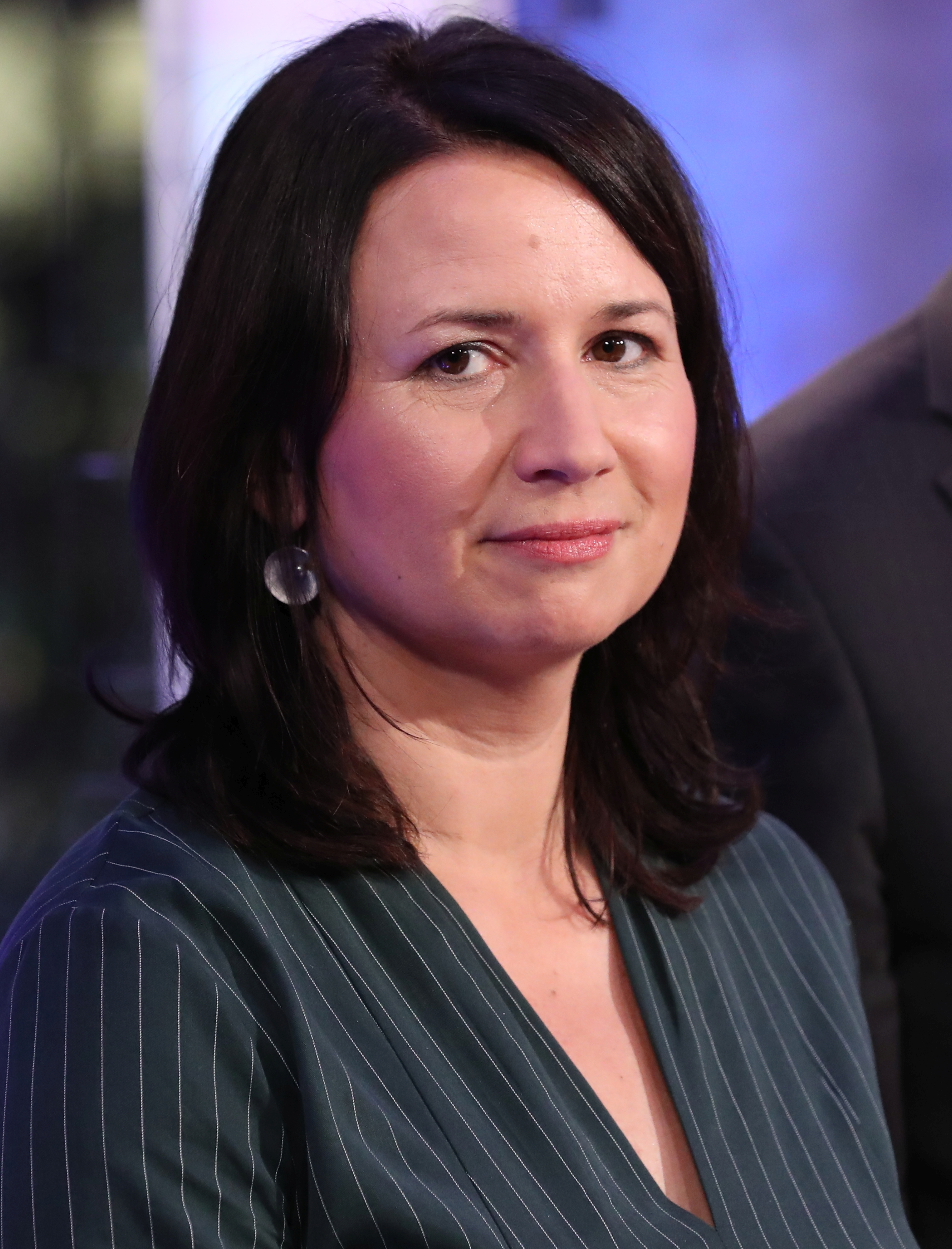
Anja Siegesmund Grüne
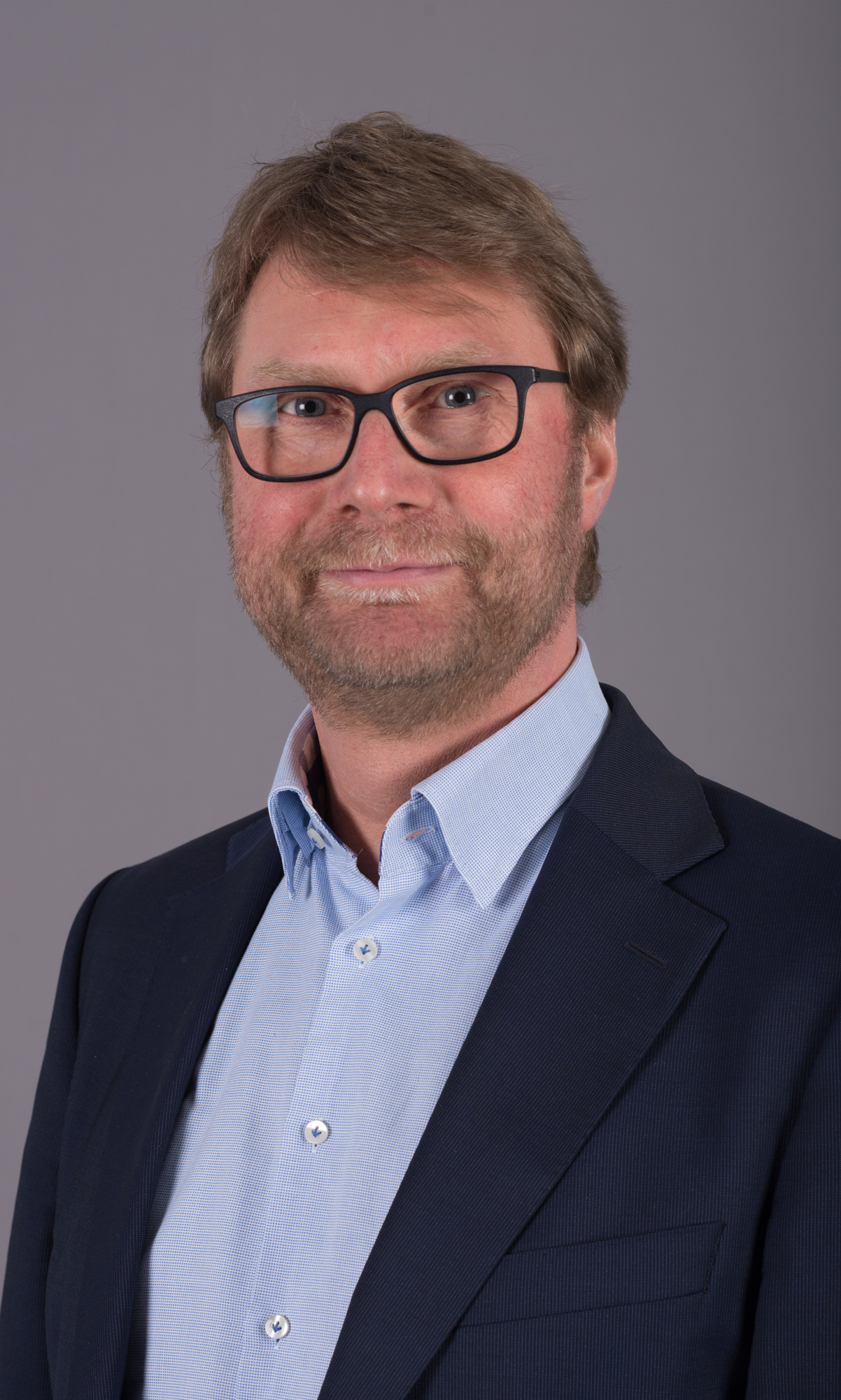
Dirk Adams Grüne

### Bewerber
Es kandidierten in den 44 Wahlkreisen insgesamt 322 Bewerber auf ein Direktmandat sowie 399 Bewerber auf 18 zugelassenen Landeslisten.
| Partei                                                                                        | Kurzbezeichnung            | Bewerberzahl | Bewerberzahl  | Platz 1 auf der Landesliste |
| Partei                                                                                        | Kurzbezeichnung            | Wahl- kreise | Landes- liste | Platz 1 auf der Landesliste |
| --------------------------------------------------------------------------------------------- | -------------------------- | ------------ | ------------- | --------------------------- |
| Christlich Demokratische Union Deutschlands                                                   | CDU                        | 44           | 88            | Mike Mohring                |
| Die Linke                                                                                     | DIE LINKE                  | 44           | 42            | Bodo Ramelow                |
| Sozialdemokratische Partei Deutschlands                                                       | SPD                        | 43           | 47            | Wolfgang Tiefensee          |
| Alternative für Deutschland                                                                   | AfD                        | 40           | 35            | Björn Höcke                 |
| Bündnis 90/Die Grünen                                                                         | GRÜNE                      | 44           | 19            | Anja Siegesmund             |
| Nationaldemokratische Partei Deutschlands                                                     | NPD                        | –            | 15            | Antje Vogt                  |
| Freie Demokratische Partei                                                                    | FDP                        | 44           | 41            | Thomas Kemmerich            |
| Piratenpartei Deutschland                                                                     | PIRATEN                    | 1            | 12            | Bernd Schreiner             |
| Partei für Arbeit, Rechtsstaat, Tierschutz, Elitenförderung und basisdemokratische Initiative | Die PARTEI                 | –            | 16            | Eggs Gildo                  |
| Kommunistische Partei Deutschlands                                                            | KPD                        | –            | 6             | Torsten Schöwitz            |
| Aktion Partei für Tierschutz – das Original                                                   | TIERSCHUTZ hier!           | –            | 3             | Andi Biernatowski           |
| Bündnis Grundeinkommen – die Grundeinkommenspartei                                            | BGE                        | –            | 4             | Sebastian Schirmer          |
| Demokratie Direkt! Thüringen                                                                  | DIE DIREKTE!               | –            | 9             | Christian Rombeck           |
| Die blaue Partei Thüringen                                                                    | Blaue #TeamPetry Thüringen | –            | 14            | Nicole Tantz-Anding         |
| Graue Panther                                                                                 | Graue Panther              | –            | 3             | Uwe Held                    |
| Marxistisch-Leninistische Partei Deutschlands                                                 | MLPD                       | 19           | 33            | Tassilo Timm                |
| Ökologisch-Demokratische Partei / Familie, Gerechtigkeit, Umwelt                              | ÖDP / Familie              | 2            | 7             | Martin Truckenbrodt         |
| Partei für Gesundheitsforschung                                                               | Gesundheitsforschung       | –            | 5             | Kai Liebing                 |
| Freie Wähler in Thüringen                                                                     | FREIE WÄHLER               | 18           | –             | –                           |
| Menschliche Welt                                                                              | MENSCHLICHE WELT           | 1            | –             | –                           |
| Einzelbewerber                                                                                |                            | 22           | –             | –                           |

Die Freien Wähler kandidierten nicht mit einer Landesliste, da sie die Liste nicht rechtzeitig einreichten.

#### Verlauf

Sonntagsfragen zur Landtagswahl und Ergebnis der Wahl 2014.

## Umfragen und Prognosen

### Sonntagsfrage
| Institut                | Datum      | CDU    | Linke  | SPD    | AfD    | Grüne | FDP   | Sonst. |
| ----------------------- | ---------- | ------ | ------ | ------ | ------ | ----- | ----- | ------ |
| Forschungsgruppe Wahlen | 24.10.2019 | 26 %   | 28 %   | 9 %    | 21 %   | 7 %   | 5 %   | 4 %    |
| INSA                    | 24.10.2019 | 24 %   | 28 %   | 9 %    | 24 %   | 8 %   | 5 %   | 2 %    |
| Infratest dimap         | 17.10.2019 | 24 %   | 29 %   | 8 %    | 24 %   | 7 %   | 4 %   | 4 %    |
| Forschungsgruppe Wahlen | 17.10.2019 | 26 %   | 27 %   | 9 %    | 20 %   | 8 %   | 5 %   | 5 %    |
| INSA                    | 26.09.2019 | 23 %   | 29 %   | 9 %    | 24 %   | 9 %   | 4 %   | 2 %    |
| Infratest dimap         | 16.09.2019 | 22 %   | 28 %   | 7 %    | 25 %   | 8 %   | 5 %   | 5 %    |
| INSA                    | 22.08.2019 | 24 %   | 26 %   | 9 %    | 21 %   | 11 %  | 4 %   | 5 %    |
| Infratest dimap         | 30.07.2019 | 21 %   | 25 %   | 8 %    | 24 %   | 11 %  | 5 %   | 6 %    |
| INSA                    | 27.06.2019 | 26 %   | 24 %   | 10 %   | 20 %   | 10 %  | 5 %   | 5 %    |
| INSA                    | 30.05.2019 | 26 %   | 25 %   | 11 %   | 20 %   | 8 %   | 5 %   | 5 %    |
| INSA                    | 25.04.2019 | 27 %   | 25 %   | 10 %   | 19 %   | 7 %   | 6 %   | 6 %    |
| Infratest dimap         | 26.03.2019 | 28 %   | 24 %   | 11 %   | 20 %   | 8 %   | 5 %   | 4 %    |
| INSA                    | 26.03.2019 | 27 %   | 24 %   | 10 %   | 20 %   | 8 %   | 5 %   | 6 %    |
| Landtagswahl 2014       | 14.09.2014 | 33,5 % | 28,2 % | 12,4 % | 10,6 % | 5,7 % | 2,5 % | 7,3 %  |

#### Ältere Umfragen
| \| Institut \| Datum \| CDU \| Linke \| SPD \| AfD \| Grüne \| NPD \| FDP \| Sonst. \| \| ------------------- \| ---------- \| ------ \| ------ \| ------ \| ------ \| ----- \| ----- \| ----- \| ------ \| \| INSA[20] \| 09.11.2018 \| 23 % \| 22 % \| 12 % \| 22 % \| 12 % \| — \| 6 % \| 3 % \| \| Infratest dimap[20] \| 28.08.2018 \| 30 % \| 22 % \| 10 % \| 23 % \| 6 % \| — \| 5 % \| 4 % \| \| INSA[20] \| 02.06.2018 \| 31 % \| 26 % \| 10 % \| 18 % \| 6 % \| — \| 5 % \| 4 % \| \| INSA[20] \| 23.02.2018 \| 32 % \| 24 % \| 10 % \| 18 % \| 7 % \| — \| 5 % \| 4 % \| \| INSA[20] \| 23.10.2017 \| 31 % \| 20 % \| 13 % \| 20 % \| 4 % \| — \| 7 % \| 5 % \| \| INSA[20] \| 04.08.2017 \| 37 % \| 22 % \| 11 % \| 18 % \| 4 % \| — \| 5 % \| 3 % \| \| Infratest dimap[20] \| 22.06.2017 \| 37 % \| 27 % \| 10 % \| 13 % \| 5 % \| — \| 4 % \| 4 % \| \| INSA[20] \| 14.04.2017 \| 33 % \| 22 % \| 15 % \| 19 % \| 5 % \| — \| 4 % \| 2 % \| \| INSA[20] \| 02.12.2016 \| 31 % \| 23 % \| 13 % \| 20 % \| 6 % \| — \| 4 % \| 3 % \| \| Infratest dimap[20] \| 22.11.2016 \| 32 % \| 23 % \| 12 % \| 21 % \| 6 % \| — \| 3 % \| 3 % \| \| INSA[20] \| 22.06.2016 \| 31,5 % \| 26 % \| 11,5 % \| 17,5 % \| 7 % \| — \| 3,5 % \| 3 % \| \| Infratest dimap[20] \| 17.06.2016 \| 32 % \| 25 % \| 11 % \| 19 % \| 7 % \| — \| — \| 6 % \| \| INSA[20] \| 20.04.2016 \| 31 % \| 26,5 % \| 13 % \| 15 % \| 8,5 % \| — \| 4 % \| 2 % \| \| INSA[20] \| 15.01.2016 \| 33,5 % \| 27 % \| 14,5 % \| 13,5 % \| 7 % \| — \| — \| 4,5 % \| \| INSA[20] \| 16.10.2015 \| 35,5 % \| 24,5 % \| 15,5 % \| 12 % \| 6,5 % \| — \| — \| 6 % \| \| Infratest dimap[20] \| 17.09.2015 \| 35 % \| 27 % \| 13 % \| 9 % \| 7 % \| 4 % \| — \| 5 % \| \| INSA[20] \| 08.07.2015 \| 38 % \| 30 % \| 11 % \| 8 % \| 6 % \| 2 % \| 2 % \| 3 % \| \| Infratest dimap[20] \| 05.06.2015 \| 34 % \| 27 % \| 14 % \| 8 % \| 7 % \| 3 % \| 2 % \| 5 % \| \| INSA[20] \| 01.04.2015 \| 38 % \| 28 % \| 11 % \| 7 % \| 7 % \| – \| 3 % \| 6 % \| \| INSA[20] \| 03.02.2015 \| 40 % \| 29 % \| 11 % \| 10 % \| 6 % \| – \| – \| 4 % \| \| Landtagswahl 2014 \| 14.09.2014 \| 33,5 % \| 28,2 % \| 12,4 % \| 10,6 % \| 5,7 % \| 3,6 % \| 2,5 % \| 3,6 % \| |            |        |        |        |        |       |       |       |        |
| Institut | Datum      | CDU    | Linke  | SPD    | AfD    | Grüne | NPD   | FDP   | Sonst. |
| INSA | 09.11.2018 | 23 %   | 22 %   | 12 %   | 22 %   | 12 %  | —     | 6 %   | 3 %    |
| Infratest dimap | 28.08.2018 | 30 %   | 22 %   | 10 %   | 23 %   | 6 %   | —     | 5 %   | 4 %    |
| INSA | 02.06.2018 | 31 %   | 26 %   | 10 %   | 18 %   | 6 %   | —     | 5 %   | 4 %    |
| INSA | 23.02.2018 | 32 %   | 24 %   | 10 %   | 18 %   | 7 %   | —     | 5 %   | 4 %    |
| INSA | 23.10.2017 | 31 %   | 20 %   | 13 %   | 20 %   | 4 %   | —     | 7 %   | 5 %    |
| INSA | 04.08.2017 | 37 %   | 22 %   | 11 %   | 18 %   | 4 %   | —     | 5 %   | 3 %    |
| Infratest dimap | 22.06.2017 | 37 %   | 27 %   | 10 %   | 13 %   | 5 %   | —     | 4 %   | 4 %    |
| INSA | 14.04.2017 | 33 %   | 22 %   | 15 %   | 19 %   | 5 %   | —     | 4 %   | 2 %    |
| INSA | 02.12.2016 | 31 %   | 23 %   | 13 %   | 20 %   | 6 %   | —     | 4 %   | 3 %    |
| Infratest dimap | 22.11.2016 | 32 %   | 23 %   | 12 %   | 21 %   | 6 %   | —     | 3 %   | 3 %    |
| INSA | 22.06.2016 | 31,5 % | 26 %   | 11,5 % | 17,5 % | 7 %   | —     | 3,5 % | 3 %    |
| Infratest dimap | 17.06.2016 | 32 %   | 25 %   | 11 %   | 19 %   | 7 %   | —     | —     | 6 %    |
| INSA | 20.04.2016 | 31 %   | 26,5 % | 13 %   | 15 %   | 8,5 % | —     | 4 %   | 2 %    |
| INSA | 15.01.2016 | 33,5 % | 27 %   | 14,5 % | 13,5 % | 7 %   | —     | —     | 4,5 %  |
| INSA | 16.10.2015 | 35,5 % | 24,5 % | 15,5 % | 12 %   | 6,5 % | —     | —     | 6 %    |
| Infratest dimap | 17.09.2015 | 35 %   | 27 %   | 13 %   | 9 %    | 7 %   | 4 %   | —     | 5 %    |
| INSA | 08.07.2015 | 38 %   | 30 %   | 11 %   | 8 %    | 6 %   | 2 %   | 2 %   | 3 %    |
| Infratest dimap | 05.06.2015 | 34 %   | 27 %   | 14 %   | 8 %    | 7 %   | 3 %   | 2 %   | 5 %    |
| INSA | 01.04.2015 | 38 %   | 28 %   | 11 %   | 7 %    | 7 %   | –     | 3 %   | 6 %    |
| INSA | 03.02.2015 | 40 %   | 29 %   | 11 %   | 10 %   | 6 %   | –     | –     | 4 %    |
| Landtagswahl 2014 | 14.09.2014 | 33,5 % | 28,2 % | 12,4 % | 10,6 % | 5,7 % | 3,6 % | 2,5 % | 3,6 %  |

### Hypothetische Direktwahl Ministerpräsident
| Institut                | Datum      | Bodo Ramelow (Linke) | Mike Mohring (CDU) | Wolfgang Tiefensee (SPD) | Andreas Bausewein (SPD) | Björn Höcke (AfD) |
| ----------------------- | ---------- | -------------------- | ------------------ | ------------------------ | ----------------------- | ----------------- |
| Forschungsgruppe Wahlen | 27.10.2019 | 53 %                 | 32 %               | —                        | —                       | —                 |
| Forschungsgruppe Wahlen | 27.10.2019 | 72 %                 | —                  | —                        | —                       | 14 %              |
| Infratest dimap         | 27.10.2019 | 52 %                 | 31 %               | —                        | —                       | —                 |
| Forschungsgruppe Wahlen | 24.10.2019 | 54 %                 | 29 %               | —                        | —                       | —                 |
| Forschungsgruppe Wahlen | 24.10.2019 | 76 %                 | —                  | —                        | —                       | 8 %               |
| Forschungsgruppe Wahlen | 17.10.2019 | 50 %                 | 31 %               | —                        | —                       | —                 |
| Forschungsgruppe Wahlen | 17.10.2019 | 76 %                 | —                  | —                        | —                       | 6 %               |
| INSA                    | 22.08.2019 | 41 %                 | 15 %               | —                        | —                       | 8 %               |
| Infratest dimap         | 30.07.2019 | 52 %                 | 28 %               | —                        | —                       | —                 |
| INSA                    | 27.06.2019 | 39 %                 | 17 %               | —                        | —                       | 9 %               |
| INSA                    | 30.05.2019 | 39 %                 | 13 %               | —                        | —                       | 7 %               |
| INSA                    | 25.04.2019 | 42 %                 | 15 %               | —                        | —                       | 8 %               |
| Infratest dimap         | 26.03.2019 | 52 %                 | 20 %               | —                        | —                       | 9 %               |
| Infratest dimap         | 28.08.2018 | 49 %                 | 29 %               | —                        | —                       | —                 |
| INSA                    | 23.02.2018 | 50 %                 | 23 %               | 18 %                     | —                       | 9 %               |
| INSA                    | 23.10.2017 | 33 %                 | 24 %               | —                        | 13 %                    | 8 %               |

## Ergebnis

Direktmandate in den Wahlkreisen

Die Partei Die Linke des amtierenden Ministerpräsidenten Bodo Ramelow gewann an Stimmen hinzu und wurde mit 31 % erstmals bei einer Landtagswahl im wiedervereinigten Deutschland stärkste Partei. Erstmals erreichte sie auch über 30 % der Stimmen.
Die AfD konnte mit einem Plus von 12,8 Prozentpunkten den größten Stimmenzuwachs unter allen Parteien verzeichnen und wurde mit 23,4 % zweitstärkste Partei, gefolgt von der CDU, welche mit 21,7 % der Stimmen der größte Verlierer der Wahl war und ihr schlechtestes Ergebnis im Freistaat einfuhr.
Die an der Regierung beteiligten Parteien SPD und Grüne mussten ebenfalls Verluste hinnehmen, sodass die bisherige rot-rot-grüne Landesregierung mit 42 von 90 Sitzen keine Mehrheit im neuen Landtag hat.
Mit 73 Stimmen über der 5-Prozent-Hürde (5,0066 Prozent) gelang der FDP nach fünf Jahren der Wiedereinzug in den Thüringer Landtag.
Da die CDU einen Wahlkreis mehr direkt gewann, als ihr nach dem Landesstimmenergebnis Sitze zustanden, erhielt sie ein Überhangmandat; nach dem Hare/Niemeyer-Verfahren errechnete sich ein Ausgleichsmandat, das der SPD zufiel. Damit sitzen 90 statt 88 Abgeordnete im Landtag.
| Partei            | Partei                                                       | Kurzform             | Wahlkreisstimmen | Wahlkreisstimmen | Wahlkreisstimmen | Landesstimmen | Landesstimmen | Landesstimmen | Sitze             | Sitze | Sitze  | Sitze |
| Partei            | Partei                                                       | Kurzform             | Anzahl           | %                | +/−              | Anzahl        | %             | +/−           | Direkt- man- date | Liste | Gesamt | +/−   |
| ----------------- | ------------------------------------------------------------ | -------------------- | ---------------- | ---------------- | ---------------- | ------------- | ------------- | ------------- | ----------------- | ----- | ------ | ----- |
|                   | Die Linke                                                    | Linke                | 283.589          | 25,8             | −3,6             | 343.780       | 31,0          | +2,8          | 11                | 18    | 29     | +1    |
|                   | Alternative für Deutschland                                  | AfD                  | 242.221          | 22,0             | +19,8            | 259.382       | 23,4          | +12,9         | 11                | 11    | 22     | +11   |
|                   | Christlich Demokratische Union Deutschlands                  | CDU                  | 299.438          | 27,2             | −10,5            | 241.049       | 21,7          | −11,8         | 21                | —     | 21     | −13   |
|                   | Sozialdemokratische Partei Deutschlands                      | SPD                  | 119.185          | 10,8             | −4,8             | 90.987        | 8,2           | −4,2          | 1                 | 7     | 8      | −4    |
|                   | Bündnis 90/Die Grünen                                        | Grüne                | 71.682           | 6,5              | +0,5             | 57.474        | 5,2           | −0,5          | —                 | 5     | 5      | −1    |
|                   | Freie Demokratische Partei                                   | FDP                  | 59.047           | 5,4              | +2,9             | 55.493        | 5,0           | +2,5          | —                 | 5     | 5      | +5    |
|                   | Die PARTEI                                                   | PARTEI               | —                | —                | —                | 12.524        | 1,1           | +0,5          | —                 | —     | —      | —     |
|                   | Aktion Partei für Tierschutz                                 | Tierschutz hier!     | —                | —                | —                | 11.936        | 1,1           | neu           | —                 | —     | —      | —     |
|                   | Nationaldemokratische Partei Deutschlands                    | NPD                  | —                | —                | —                | 6.044         | 0,5           | −3,1          | —                 | —     | —      | —     |
|                   | Graue Panther                                                | Graue Panther        | —                | —                | —                | 5.916         | 0,5           | neu           | —                 | —     | —      | —     |
|                   | Partei für Gesundheitsforschung                              | Gesundheitsforschung | —                | —                | —                | 5.339         | 0,5           | neu           | —                 | —     | —      | —     |
|                   | Ökologisch-Demokratische Partei Familien-Partei Deutschlands | ÖDP/Familie          | 1.084            | 0,1              | neu              | 4.833         | 0,4           | neu           | —                 | —     | —      | —     |
|                   | Piratenpartei Deutschland                                    | Piraten              | 436              | 0,0              | −0,4             | 4.044         | 0,4           | −0,6          | —                 | —     | —      | —     |
|                   | Marxistisch-Leninistische Partei Deutschlands                | MLPD                 | 2.354            | 0,2              | neu              | 2.945         | 0,3           | neu           | —                 | —     | —      | —     |
|                   | Bündnis Grundeinkommen                                       | BGE                  | —                | —                | —                | 2.700         | 0,2           | neu           | —                 | —     | —      | —     |
|                   | Demokratie Direkt                                            | DIE DIREKTE!         | —                | —                | —                | 2.362         | 0,2           | neu           | —                 | —     | —      | —     |
|                   | Die blaue Partei                                             | Blaue #TeamPetry     | —                | —                | —                | 856           | 0,1           | neu           | —                 | —     | —      | —     |
|                   | Kommunistische Partei Deutschlands                           | KPD                  | —                | —                | —                | 724           | 0,1           | ±−0,0         | —                 | —     | —      | —     |
|                   | Einzelbewerber                                               | Einzelbewerber       | 21.004           | 1,9              | +1,9             | —             | —             | —             | —                 | —     | —      | —     |
| Gesamt            | Gesamt                                                       | Gesamt               | 1.100.040        | 100,0            | ±0               | 1.108.388     | 100,0         | ±0            | 44                | 46    | 90     | −1    |
|                   |                                                              |                      |                  |                  |                  |               |               |               |                   |       |        |       |
| Gültige Stimmen   | Gültige Stimmen                                              | Gültige Stimmen      | 1.100.040        | 98,0             | +0,1             | 1.108.388     | 98,8          | +0,2          | —                 | —     | —      | —     |
| Ungültige Stimmen | Ungültige Stimmen                                            | Ungültige Stimmen    | 21.774           | 2,0              | −0,1             | 13.426        | 1,2           | −0,2          | —                 | —     | —      | —     |
| Wahlbeteiligung   | Wahlbeteiligung                                              | Wahlbeteiligung      | 1.121.814        | 64,9             | +12,2            | 1.121.814     | 64,9          | +12,2         | —                 | —     | —      | —     |
| Wahlberechtigte   | Wahlberechtigte                                              | Wahlberechtigte      | 1.729.242        | 1.729.242        | 1.729.242        | 1.729.242     | 1.729.242     | 1.729.242     |                   |       |        |       |

## Regierungsbildung
| Koalitionsoption               | Sitze |
| ------------------------------ | ----- |
| Absolute Mehrheit (≥ 46 Sitze) |       |
| Linke, CDU                     | 50    |
| Linke, SPD, Grüne, FDP         | 47    |
| Keine Mehrheit (< 46 Sitze)    |       |
| Linke, SPD, Grüne              | 42    |
| CDU, SPD, Grüne, FDP           | 39    |
| Sitze gesamt                   | 90    |

### Koalitionsmöglichkeiten
Die Partei Die Linke unter dem seit 2014 regierenden Ministerpräsidenten Bodo Ramelow wurde stärkste Kraft im Parlament, die bisherige rot-rot-grüne Landesregierung verlor jedoch die absolute Mehrheit der Abgeordnetensitze. Der sechs-Parteien-Landtag kam durch den knappen Einzug der FDP zustande. Eine von CDU und FDP bevorzugte Simbabwe-Koalition (schwarz-rot-grün-gelb) erhielt ebenfalls keine Mehrheit. 
Die einzigen theoretischen Mehrheitsbündnisse, die von mindestens einer Partei öffentlich thematisiert wurden, waren rot-rot-grün-gelb und eine Koalition der Linken mit der CDU. Im Vorfeld wurde medial auch die Möglichkeit diskutiert, dass Bodo Ramelow ohne eine erneute parlamentarische Wahl das Ministerpräsidentenamt lediglich geschäftsführend weiterbekleiden könnte.

### Kooperationsgespräche
Die Thüringer CDU offenbarte nach der Landtagswahl 2019 Uneinigkeit: Während einige eine Kooperation mit den Linken ausschlossen, befürworteten andere Gespräche mit dem bisherigen Ministerpräsidenten Bodo Ramelow. Dazu zählte auch der Landesvorsitzende der CDU Thüringen, Mike Mohring. Er besuchte Ende Oktober die Bundesvorsitzende Annegret Kramp-Karrenbauer in der Absicht, sich anschließend mit Ramelow zu treffen. Sie erinnerte daran, dass für die CDU weiterhin die „Unvereinbarkeit einer Zusammenarbeit mit der Linkspartei“ gelte und Mohrings Kontakt zu Ramelow nur eine „parlamentarische Selbstverständlichkeit“ sei.
Bereits im Oktober bzw. November 2019 hatte die FDP klargemacht, dass sie weder mit der Linken noch mit der AfD koalieren werde.
Ein Treffen zwischen Ramelow und Mohring am 12. Januar 2020 erbrachte keine neuen Erkenntnisse, wie und ob die parlamentarische Opposition Ramelow unterstützen könnte, ebenso wenig ein Treffen zwischen Politikern aus allen Landtagsfraktionen mit Ausnahme der AfD am 13. Januar 2020.
Der Ministerpräsident Bodo Ramelow erklärte nach der Wahl, er werde mit der Linkspartei für eine Fortsetzung der rot-rot-grünen Koalition kämpfen. Die drei bisherigen Regierungsparteien unterzeichneten am 4. Februar einen Regierungsvertrag, um das rot-rot-grüne Bündnis als Minderheitsregierung weiterzuführen. Die beteiligten Parteien vertrauten dabei auf eine situative parlamentarische Kooperation mit der CDU und der FDP.

## Kontroverse Ministerpräsidentenwahl am 5.Februar 2020

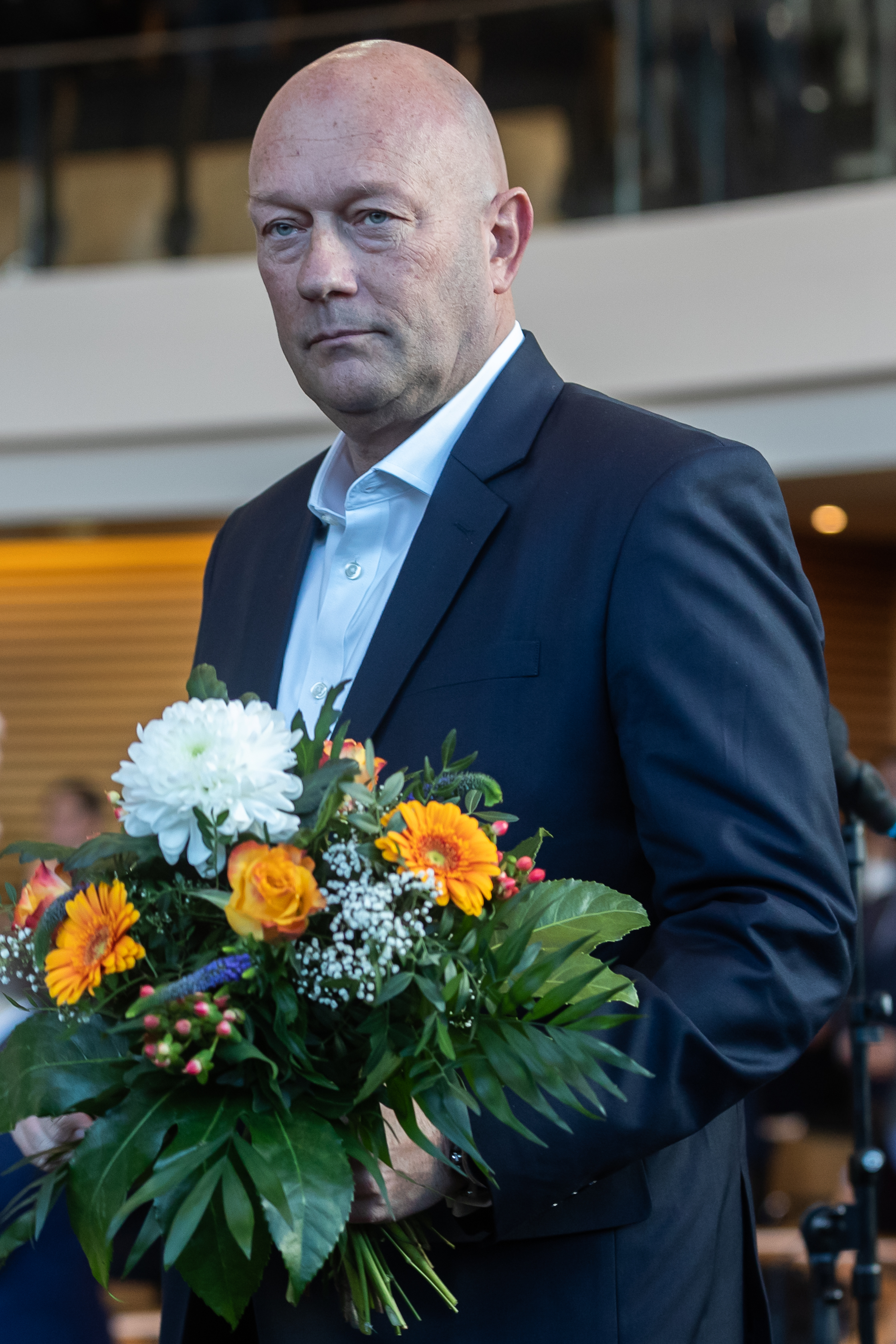
Thomas Kemmerich nach dem dritten Wahlgang am 5. Februar 2020

Am 5. Februar 2020 wählten die Abgeordneten des Thüringer Landtags im dritten Wahlgang mit 45 zu 44 Stimmen den FDP-Landesvorsitzenden Thomas Kemmerich zum neuen Ministerpräsidenten statt, wie erwartet, Bodo Ramelow. Kemmerich kandidierte nur im dritten Wahlgang. Augenscheinlich entfielen auf ihn nicht nur Stimmen von FDP und CDU, sondern auch von der AfD, denn für deren Wahlvorschlag Christoph Kindervater votierte im entscheidenden Wahlgang niemand. In der Geschichte der Bundesrepublik war es ein Novum, dass die kleinste Landtagsfraktion den Regierungschef stellte, und die FDP besaß keinen vertraglichen Koalitionspartner, auf dessen Zuverlässigkeit Kemmerich hätte bauen können.
Ramelow erklärte am 6. Februar, dass er weiterhin vorhabe, Ministerpräsident zu werden. Am 8. Februar trat Kemmerich zurück und wurde in der Folge geschäftsführender Ministerpräsident. Sein Rücktritt ebnete den Weg, einen neuen Regierungschef zu wählen, ohne dass sich der Landtag auflösen musste oder dass andere Wege zu einem Wechsel des Regierungschefs, z. B. ein Misstrauensvotum, notwendig waren. Ende Februar wurde für den 4. März die nächste Wahl des Ministerpräsidenten angesetzt, aus der Ramelow im dritten Wahlgang als neuer Ministerpräsident hervorging, und zugleich wurde vereinbart, dass die stimmberechtigten Bürger im April 2021 einen neuen Landtag wählen werden.
Der angestrebte nächste Landtagswahltermin rückte wegen der Corona-Pandemie nach hinten. Neues Ziel war der 26. September 2021, an dem auch die Bundestagswahl und die Landtagswahlen in Mecklenburg-Vorpommern und Berlin stattfanden, doch am 16. Juli 2021 entzogen die Fraktionen der Parteien Die Linke und Bündnis 90/Die Grünen dem geplanten Auflösungsantrag an das Präsidium des Landtags ihre Unterstützung, nachdem Mandatsträger aus der Linken und aus der CDU signalisiert hatten, einer Auflösung nicht zustimmen zu wollen.

## Fraktions- und Parteiaustritt nach der Wahl
- Linke: 29
- Grüne: 5
- SPD: 8
- FDP: 4
- CDU: 21
- AfD: 19
- Sonst.: 4

### FDP
Am 19. März 2020 erklärte die Abgeordnete Ute Bergner, ihre Mitgliedschaft in der FDP ruhen zu lassen, trat am 5. Juli 2021 dann aus der Partei aus, blieb aber zunächst als Parteilose Mitglied der FDP-Landtagsfraktion, die sie am 6. September 2021 ebenfalls verließ. Bergner beantragte die Mitgliedschaft in der im November 2020 gegründeten Partei Bürger für Thüringen, die aus dem gleichnamigen, im März 2020 gegründeten Verein hervorging, der der Querdenkerszene nahesteht und dessen Vorsitzende sie ist. Die FDP verlor durch den Austritt ihren Fraktionsstatus und ist nur noch durch eine parlamentarische Gruppe von vier Abgeordneten im Landtag vertreten.

### AfD
Der AfD-Politiker Lars Schütze wurde aus unbekannten Gründen am 13. Oktober 2021 aus der AfD-Fraktion des Thüringer Landtags ausgeschlossen. Am 6. Dezember 2021 gab die AfD-Politikerin Tosca Kniese ihren Partei- und Fraktionsaustritt bekannt. Als Grund für ihren Austritt nannte sie die sozialpolitischen Vorstellungen Björn Höckes, die sie als Unternehmerin nicht weiter mittragen könne. Durch Knieses Entscheidung ist die thüringische AfD-Fraktion nicht mehr die stärkste Oppositionsfraktion des Landtags. Am 23. März 2022 trat Birger Gröning als dritter Abgeordneter ebenfalls aus der Partei und Fraktion aus.

### Bürger für Thüringen
Am 20. Juni 2022 gründeten die vier ehemaligen Abgeordneten von FDP und AfD die parlamentarische Gruppe Bürger für Thüringen. Zwei Tage darauf wurde der Antrag auf parlamentarische Anerkennung an die Präsidentin des Thüringer Landtags gestellt. Am 15. Juli 2022 wurde die parlamentarische Gruppe Bürger für Thüringen im Thüringer Landtag anerkannt. Im Dezember 2022 traten Gröning und Schütze schließlich aus der Partei und der Landtagsgruppe aus. Im Zuge dessen verloren die Bürger für Thüringen am 12. Januar 2023 ihren Gruppenstatus im Thüringer Landtag.